# Rab (île)
Pour les articles homonymes, voir Rab.
Rab (en italien, Arbe) est une île dalmate de la mer Adriatique située en Croatie. L'île est longue de 22 km et a une superficie de 93,6 km2. L'île de Rab est la plus petite de l'archipel du Kvarner et se trouve au sud de Krk et à l'est de Cres. Des ferries relient l'île (port de Mišnjak) à la terre ferme (Jablanac) en quinze minutes. Elle comptait 9 328 habitants en 2011, répartis sur la ville de Rab et la municipalité de Lopar, et vit principalement de l'agriculture, de la pêche, de la construction navale et du tourisme.

## Géographie
Son versant oriental est rocheux et inhospitalier, n'offrant quelque nourriture qu'à d'épars troupeaux de moutons. Le flanc occidental de la dorsale, ouverts aux vents d'ouest porteurs de nuages, est en revanche boisé, d'où le nom antique d’Arborea, avec une côte très découpée et quelques jolies baies, dont l'une abrite la cité vénitienne médiévale d’Arbe, aujourd’hui Rab. La presqu'île de Lopar, au nord de l'île, recèle quelques-unes des rares plages de sable de Croatie.

## Histoire
L'île de Rab a été habitée depuis l'âge de pierre. Dans un lieu dénommé Zidine (forteresse) dans la partie nord de l'île, qui s'appelle Lopar, on a pu recenser des implantations humaines depuis l'âge de pierre, l'âge du cuivre puis l'âge du bronze jusqu'au IVe siècle av. J.-C. où une ancienne fortification militaire grecque a été établie.
Selon la légende, Marinus, un modeste tailleur de pierres, fondateur mythique de la République de Saint-Marin, serait originaire de Rab.
Durant la Seconde Guerre mondiale, les forces italiennes y établirent le camp de concentration de Rab dans lequel 10 000 à 15 000 personnes furent internées, dont 3500 à 4000 périrent.

## Administration

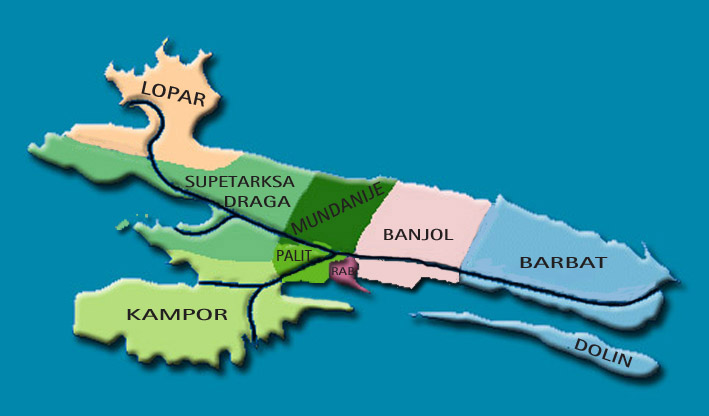
Les deux communes de l'île de Rab et les sept arrondissements de la ville de Rab.

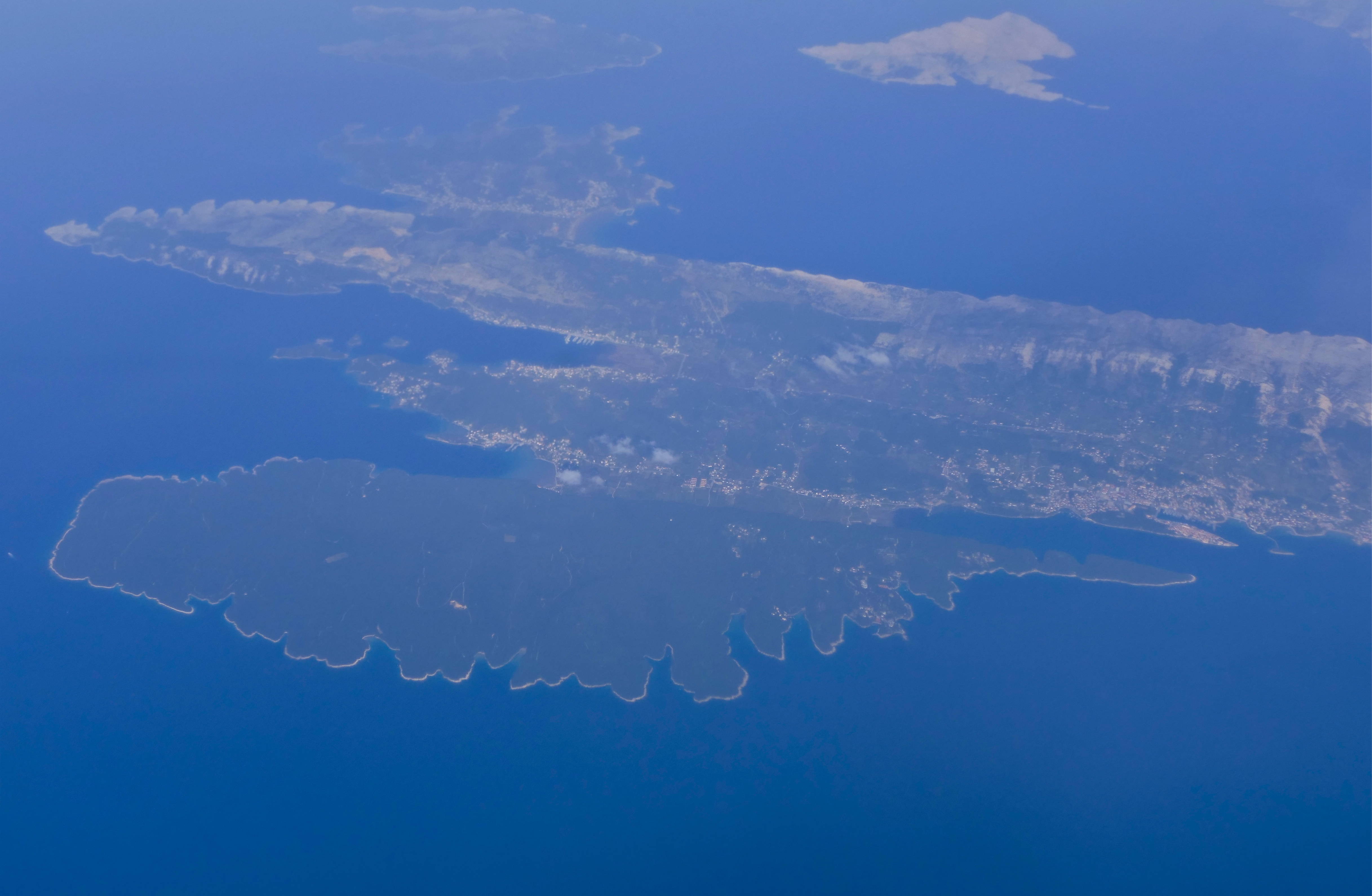
Vue aérienne de la partie ouest de l'île

L'ile de Rab est située dans le comitat de Primorje-Gorski Kotar et comprend :
- La ville de Rab avec ses sept arrondissements :

• Banjol
• Barbat na Rabu
• Kampor
• Mundanije
• Palit
• Rab même
• Supetarska Draga
- La ville de Lopar